# Всероссийская федерация самбо
Общероссийская физкультурно-спортивная общественная организация «Всероссийская федерация самбо» — общественная организация, объединяющая все дисциплины самбо, созданная в целях развития, пропаганды и популяризации самбо в Российской Федерации, укрепления позиций и повышения престижа самбо на спортивной международной арене.
Федерация является единственная российской организацией, полномочной проводить всероссийские и международные соревнования по самбо на территории России, а также представлять спортивные делегации и команды на спортивных международных официальных мероприятиях.
Федерация аккредитована в Министерстве спорта РФ и имеет право управлять развитием самбо в России и представлять самбо в государственных и общественных организациях.
Организация является членом Европейской федерации самбо (ESF) и Международной федерации самбо (FIAS), Олимпийского комитета России (ОКР), Российского союза боевых искусств (РСБИ), Ассоциации Мультиспорта России (АМСР).

## Структура Всероссийской федерации самбо
Президентом Всероссийской федерации самбо является Сергей Владимирович Елисеев.
В структуре Всероссийской федерации самбо работает попечительский совет, тренерский совет, судейская комиссия, научно-методическая комиссия, комиссия боевого самбо, комиссия студенческого самбо, антидопинговая комиссия и юридическая комиссия.

## История
Всероссийская Федерация Самбо была создана 14 июля 1990 года.
На 1990-е годы пришелся тяжёлый для самбо период. В условиях перестройки особую популярность приобрели различные виды восточных единоборств, чему в значительной мере способствовал западный кинематограф, пропагандировавший карате, айкидо, ушу и т. д. Ранее находившиеся под запретом государства, эти боевые искусства стали особенно притягательными для населения. Но благодаря активной работе Всероссийской федерации самбо уже в конце 1990-х — начале 2000-х годов происходит стремительное развитие самбо в стране.
2000-е годы стали временем активного развития самбо, в первую очередь за счет укрепления региональных федераций самбо, повышения уровня государственной поддержки, роста финансирования, улучшения уровня подготовки спортсменов, развития системы спортивно-массовых мероприятий. Борьба самбо стала единственным видом спорта из неолимпийских, который получил широкую государственную поддержку.
В 2001 году происходит становление новой дисциплины — спортивной разновидности боевого самбо. Состоялся первый чемпионат России по боевому самбо. В этом же году в Москве открывается первый Международный юношеский турнир «Победа».
В 2002 году Государственный комитет РФ по физической культуре и спорту издал постановление об утверждении новой дисциплины «боевое самбо».
В 2003 году решением Госкомспорта России самбо официально признано национальным и приоритетным видом спорта в Российской Федерации.
В 2007 году В Москве проводится первый Кубок Президента Российской Федерации.
В 2009 году самбо было включено в программу «Всемирной Универсиды — Казань 2013»
В 2010 году самбо вошло в официальную программу Всемирных игр боевых искусств «СпортАккорд».
В 2014 году самбо официально включено в программу первых Европейских игр.
В 2015 году Согласно приказу №1045 от 16 ноября 2015 года самозащита без оружия (самбо) вошла в перечень испытаний IV – VI ступеней комплекса ГТО.
В 2016 году в Никосии (Р. Кипр) прошел первый в истории чемпионат мира среди студентов под эгидой FISU.
В 2017 году в Сочи прошел чемпионат мира по самбо, куда приехало рекордное количество участников. За звание чемпиона мира боролись 490 спортсменов из 90 стран мира.
В 2018 году в Орле впервые прошел чемпионат мира по самбо среди школьников под эгидой Международной федерации школьного спорта (ISF). В соревнованиях приняло участие 21 страна.
В 2019 году самбо представлено на II Европейских играх в Минске.
В 2020 году по инициативе Всероссийской федерации самбо была создана Профессиональная лига боевого самбо, призванная развивать профессиональное направление боевого самбо и продвигать российских спортсменов на международной арене, а также пропагандировать наше отечественное единоборство «САМБО» во всем мире.
В 2021 году Международная Федерация Самбо (ФИАС) получила постоянное признание Международного Олимпийского Комитета.
В 2022 году начал свою работу федеральный партийный проект "Zа самбо".

## Деятельность Всероссийской федерации самбо
Сегодня в России самбо входит в число наиболее массовых видов спорта. Под эгидой ВСФ самбо развивается в 72-х субъектах Российской Федерации.
Самбо занимаются более 300 тысяч россиян, в том числе 60 тысяч юных спортсменов в 589 отделениях спортивных школ и клубах по всей России.
Основными местами начальной подготовки и учебно-тренировочных занятий юных спортсменов-любителей являются клубы по месту жительства, спортивные залы образовательных учреждений, учреждения дополнительного образования, спортивные клубы и секции, спортивные залы добровольных спортивных обществ и др. Разветвленная сеть организаций и учреждений, реализующих деятельность по привлечению детей и подростков к регулярным занятиям, выступает основой для повышения популярности и массовости самбо.
Ежегодно более 12 тысяч спортсменов выполняют нормативы массовых спортивных разрядов.
Более 100 спортсменов высокого класса совершенствуют спортивное мастерство в отделениях самбо училищ олимпийского резерва.
Ежегодно на всероссийском уровне проводится более 150 соревнований — чемпионаты России среди мужчин и женщин, первенства среди юниоров, юношей, юниорок и девочек, среди ветеранов, а также вреди среди студентов; кубки России, турниры, посвященные памяти выдающихся спортсменов страны, знаменательным датам в истории Отечества. Глубоко символичным стало ежегодное проведение накануне Дня Победы в одном из городов-героев международного юношеского турнира по самбо «Победа» среди сборных команд городов-героев и федеральных округов. В России регулярно проводятся престижнейшие международные турниры, такие как Кубок Президента Российской Федерации по самбо, Суперкубок мира «Мемориал А. А. Харлампиева» и другие. Россия неоднократно удостаивалась чести принимать чемпионаты Европы и мира.
Самбо является неотъемлемым элементом физической и специальной подготовки личного состава силовых структур России. Так, самбо используется для подготовки сотрудников МВД, ФСБ, спецназа ГРУ. Регулярно проводится чемпионат МВД, ГУВД, УВД по субъектам РФ; с 2010 года проводится чемпионат ФСБ России по самбо.

## Региональные отделения
В состав Всероссийской федерации самбо входят 87 региональных отделений. Наиболее развита сеть спортивных школ и клубов самбо в Алтайском, Краснодарском, Пермском, Приморском краях, в Республиках Башкортостан, Самарской, Саратовской, Свердловской, Кемеровской, Нижегородской, Оренбургской областях, в Санкт-Петербурге, Москве и Московской области.